# Ivan od Albreta, vikont Tartasa
Lord Ivan od Albreta (fr. Jean d’Albret; 1425. – 3. siječnja 1468.), poznat i kao Ivan I. (fr. Jean Ier), bio je francuski plemić iz Dinastije Albret, vikont Tartasa.

## Život
Ivan je rođen oko 1425. godine kao sin lorda Karla II. od Albreta i njegove supruge, gospe Ane od Armagnaca. Bio je unuk lorda Karla I. Karlo II. i Ivan zajedno su vladali Albretom, ali Ivan nikad nije postao samostalni vladar Albreta jer je umro prije oca. Ipak, bio je samostalni vladar Tartasa.
Supruga lorda Ivana bila je Katarina od Rohana, kći Alana IX. od Rohana i njegove supruge, gospe Margarete od Guillaca. Par se vjenčao prije 20. rujna 1447. Ovo su djeca Katarine i Ivana:
- Alan I. od Albreta, 16. lord Albreta te grof Périgorda
- Luj (kardinal)
- Marija
- Ivana Louise